# Kirche Rathebur

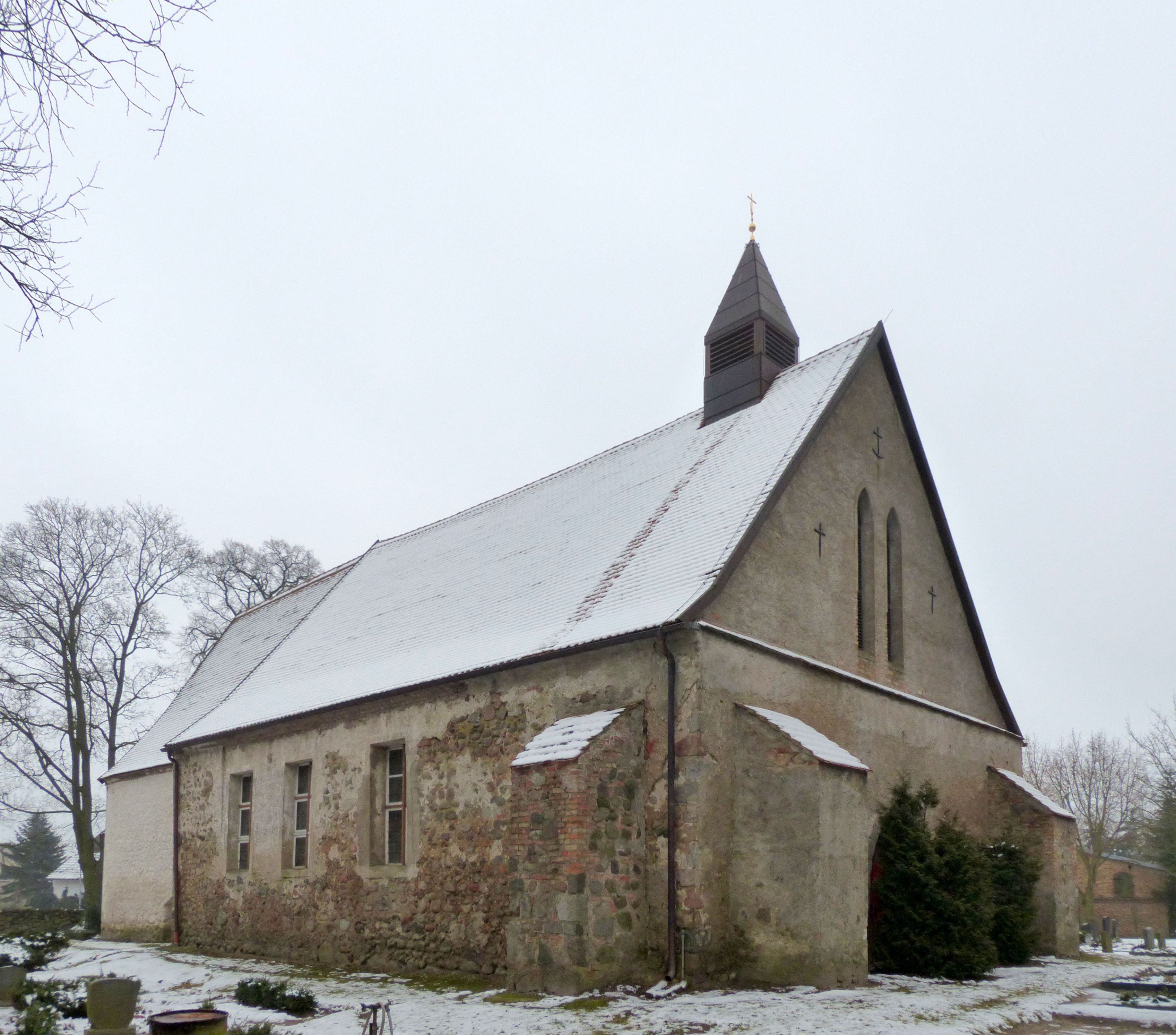
Kirche Rathebur

Die Kirche Rathebur ist ein aus dem 13. Jahrhundert stammendes Kirchengebäude im Ortsteil Rathebur der Gemeinde Ducherow in Vorpommern.
Die erste Erwähnung einer Kirche in Rathebur stammt aus dem Jahr 1271. Das Kloster Stolpe besaß das Kirchenpatronat, überließ es aber 1328 auf Lebenszeit dem Herzog Barnim III. Der rechteckige, verputzte Feldsteinbau mit eingezogenem gerade geschlossenem Chor wurde mehrfach stark verändert, zuletzt 1935. Das Obergeschoss eines 1637 auf mittelalterlichem Feldsteinuntergeschoss errichteten Kirchturms wurde 1953 durch den Brand einer benachbarten Scheune, in der Munition gesprengt wurde, stark geschädigt und abgebrochen.
Zur Ausstattung der Kirche gehören ein Kanzelaltar aus der ersten Hälfte des 18. Jahrhunderts, ein lebensgroßes Kruzifix, die Kuppa eines sehr alten Taufsteines sowie drei Gemälde: Ecce homo (1699, H. Eisfeld), ein Epitaph (1711), Pastorenbild des J. G. Häger († 1782).
Die Kirche besitzt eine aus dem 15. Jahrhundert stammende Glocke.
Die evangelische Kirchgemeinde gehört seit 2012 zur Propstei Pasewalk im Pommerschen Evangelischen Kirchenkreis der Evangelisch-Lutherischen Kirche in Norddeutschland. Vorher gehörte sie zum Kirchenkreis Greifswald der Pommerschen Evangelischen Kirche.